# Venturia nigra
Venturia nigra là một loài tò vò trong họ Ichneumonidae.